# 芋园乡
芋园乡是中国陕西省咸阳市长武县下辖的一个乡。

## 行政区划
芋园乡下辖以下行政区：
芋园村、东咀村、柳泉村、李王村、高家楼村、南宫村、景家河村、杨家沟村、山坡村、消水村、二坪村、冯家岭村、柳沟村